# Angélica Gorodischer
Angélica Beatriz del Rosario Arcal de Gorodischer (Buenos Aires, 28 de julio de 1928 - Rosario, 5 de febrero de 2022) fue una destacada escritora argentina, considerada una de las tres voces femeninas más importantes dentro de la ciencia ficción en Iberoamérica junto con la española Elia Barceló y la cubana Daína Chaviano.

## Biografía
Nació en Buenos Aires el 28 de julio de 1928. Sus padres, el comerciante Fernando Félix Arcal y la poetisa Angélica de Arcal, se habían casado en 1924 y se habían mudado de Rosario a Buenos Aires. En 1931 nació su hermana Ana María. En 1936 la familia regresó a Rosario. Rodeada de libros, de niña ya quería ser escritora. Hizo sus estudios en la Escuela Normal N° 2 de Profesoras en Rosario. En la Facultad de Filosofía y Letras de la Universidad Nacional del Litoral empezó a cursar una carrera, que abandonó para dedicarse a su familia. Trabajó de bibliotecaria en una editorial médica.
En 1963 obtuvo el primer premio del Club del Orden, que le significó la publicación de su primer libro, Cuentos con Soldados (1965).
En 1964 ganó un concurso de la revista Vea y Lea con el cuento policíaco «En verano, a la siesta y con Martina». En 1988 le fue concedida una beca Fulbright, gracias a la cual participó en el International Writing Program de la Universidad de Iowa. En 1991, también con una beca Fulbright, enseñó en la University of Northern Colorado.
También organizó tres simposios sobre creación femenina en Rosario, ciudad donde residió: el primero, bajo el título «Encuentro Internacional de Escritoras» en 1998, el segundo en 2000 y el tercero en 2002. Dio más de 350 conferencias, sobre todo sobre literatura fantástica y sobre escritura femenina. Además, desde 1967 fue miembro de jurados de diversos premios literarios en Argentina y en otros países.
En 2011 escribió Diario del tratamiento, en el que refiere su lucha contra el cáncer que la aquejaba.
Su esposo, Sujer Gorodischer, nacido el 29 de octubre de 1927, murió el 9 de enero de 2020.
Falleció el 5 de febrero de 2022, a los 93 años, en su hogar, tal y como siempre lo deseó.

## Obra
Aunque publicó libros muy diversos, es más conocida por su obra de fantasía y ciencia ficción. Tanto sus relatos como sus novelas, entre las que se encuentra Kalpa Imperial (un ciclo cuya primera parte fue publicada en 1983, y cuyos dos volúmenes se publicaron conjuntamente en 1984), le han ganado la admiración de los lectores.
En 2003 se publicó la traducción al inglés de Kalpa Imperial, realizada por Ursula K. Le Guin, máxima figura femenina de la ciencia ficción anglosajona. La historia del legendario imperio que le valiera el reconocimiento de los lectores de habla hispana también le ganó admiradores entre los lectores y especialistas de habla inglesa.

## Obras publicadas

### Novelas
- Opus dos. Buenos Aires: Minotauro. 1967. OCLC 463135911.
- Kalpa imperial - La casa del poder. Buenos Aires: Minotauro. 1983. ISBN 978-950-547-012-9. OCLC 10824161.
- Floreros de alabastro, alfombras de bokhara. Buenos Aires: Emecé. 1985. ISBN 978-950-040-450-1. OCLC 56100606.
- Jugo de mango. Buenos Aires: Emecé. 1988. ISBN 9789500407793. OCLC 803628525.
- Fábula de la virgen y el bombero. Buenos Aires: Ediciones de la Flor. 1993. ISBN 9789505151349. OCLC 912601236.
- Prodigios. Barcelona: Lumen. 1994. ISBN 9788426449191. OCLC 434374096.
- La noche del inocente. Buenos Aires: Emecé. 1996. ISBN 9789500416535. OCLC 912601235.
- Doquier. Buenos Aires: Emecé. 2002. ISBN 9789500423793. OCLC 936983460.
- Tumba de jaguares. Buenos Aires: Emecé. 2005. ISBN 9789500427289. OCLC 912609653.
- Tres colores. Buenos Aires: Emecé. 2008. ISBN 9789500430227. OCLC 236297651.
- Tirabuzón. Rosario: Editorial Fundación Ross. 2011. ISBN 9789871747276. OCLC 846340454.
- Las señoras de la calle Brenner. Buenos Aires: Emecé. 2012. ISBN 9789500434621. OCLC 829223308.
- Cruce de caminos. Buenos Aires: Atlantida. 2012. ISBN 9789500840903. OCLC 838518452.
- Palito de naranjo. Buenos Aires: Emecé. 2014. ISBN 9789500436519. OCLC 927590613.

### Cuentos y relatos
- Cuentos con soldados. Santa Fe: Club del Orden. 1965. OCLC 12328562.
- Las pelucas. Buenos Aires: Sudamericana. 1968. OCLC 234116589.
- Bajo las jubeas en flor. Buenos Aires: Ediciones de la Flor. 1973. OCLC 1120542288.
- Casta luna electrónica. Buenos Aires: Andrómeda. 1977. OCLC 803643393.
- Trafalgar. Buenos Aires: El Cid. 1979. OCLC 912601237.
- Mala noche y parir hembra. Buenos Aires: La Campana. 1983. ISBN 9789506250058. OCLC 490490058.
- Las Repúblicas. Buenos Aires: Ediciones de la Flor. 1991. ISBN 9789505151257. OCLC 25575108.
- Técnicas de supervivencia. Rosario: Ed. Municipal de Rosario. 1994. OCLC 760596184.
- Como triunfar en la vida. Buenos Aires: Emecé. 1998. ISBN 9789500418867. OCLC 254566294.
- Menta. Buenos Aires: Emecé. 2000. ISBN 9789500421874. OCLC 912353873.
- Querido amigo. Buenos Aires: Edhasa. 2006. ISBN 9789509009653. OCLC 912660835.
- La cámara oscura. Buenos Aires: Emecé. 2009. ISBN 9789500431842. OCLC 836935420.
- Otras vidas. Santa Fe: Editorial Palabrava. 2015. ISBN 9789872981747. OCLC 926055819.
- Las nenas. Buenos Aires: Emecé. 2016. ISBN 9789500438001. OCLC 944073205.
- Coro cuentos. Buenos Aires: Emecé. 2017. ISBN 9789500438643. OCLC 994147803.

### Antología
- Cien islas. Rosario: Editorial Fundación Ross. 2004. ISBN 9789871133109. OCLC 836258276.

### Reflexiones
- A la tarde, cuando llueve. Buenos Aires: Emecé. 2007. ISBN 9789500429139. OCLC 801034826.

### Biografía
- Historia de mi madre. Buenos Aires: Emecé. 2003. ISBN 9789500425285. OCLC 875640844.

### Filmografía
- La cámara oscura (1989), película dirigida por María Victoria Menis con guion basado en el cuento homónimo.

### Como editora
- Esas malditas mujeres: antología de cuentistas latinoamericanas. Selección y prólogo Angélica Gorodischer. Rosario [u.a.]: Ameghino, 1998. ISBN 987-9216-51-2
- Cuentos de luz y sombra: Obras seleccionadas de los Concursos Interamericanos de Cuentos 2003-2004, Fundación Avon Para La Mujer. Vinciguerra, 2005. ISBN 950-843-625-5

## Obra traducida

### Al inglés
- Kalpa imperial: the greatest empire that never was. Northampton: Small Beer Press. 2003. ISBN 9781931520058. OCLC 52743026. Traducido por Ursula K. Le Guin.
- Trafalgar: a novel. Easthampton: Small Beer Press. 2013. ISBN 9781618730329. OCLC 783151803. Traducido por Amalia Gladhart.
- Prodigies: a novel. Easthampton: Small Beer Press. 2015. ISBN 9781618730992. OCLC 904942630. Traducido por Sue Burke.
- Jaguars' Tomb. Vanderbilt University Press. 2021. ISBN 9780826501400. Traducido por Amalia Gladhart.

### Al alemán
- Eine Vase aus Alabaster: Roman. Berlin: Orlanda-Frauenverl. 1992. ISBN 9783922166894. OCLC 75289753. Traducido por Marion Kappel
- Im Schatten des Jaguars. Berlín: Golkonda. 2010. ISBN 9783942396080. OCLC 870531663.
- Kalpa Imperial: Das größte Imperium, das es nie gegeben hat. Berlín: Golkonda. 2018. ISBN 9783946503552. OCLC 1033642188. Traducido por Karin Will

### Al francés
- Kalpa imperial. París: La Volte. 2017. ISBN 9782370490407. OCLC 992976252. Traducido por Mathias de Breyne
- Trafalgar. París: La Volte. 2019. ISBN 9782370490827. OCLC desconocido. Traducido por Guillaume Conté

### Al italiano
- Come svoltare nella vita (senza farsi ammazzare). Roma: Edizioni Socrates. 2008. ISBN 9788872020333. OCLC 868547255. Traducido por Anna Ferrari Aggradi

## Premios
- 1964: Premio Vea y Lea, tercer concurso nacional de cuentos policiales
- 1965: Premio Club del Orden
- 1984: Premio Konex - Diploma al Mérito[10]
- 1984: Premio Más Allá
- 1984: Premio Poblet
- 1984-85: Premio Emecé
- 1985: Premio Sigfrido Radaelli, Club de los XIII
- 1986: Premio Gigamesh
- 1994: Premio Konex de Platino
- 1997: Premio Dignidad de la Asamblea Permanente por los Derechos Humanos
- 1998: Premio Bullrich de la SADE por la mejor novela de mujer en el trienio
- 2000: Premio Esteban Echeverría (narrativa)
- 2007: Premio ILCH, California, por su obra completa
- 2007: Ciudadana Ilustre de Rosario
- 2011: Premio Mundial de Fantasía a la Trayectoria
- 2012: Personalidad Destacada de la Cultura de la Ciudad Autónoma de Buenos Aires
- 2014: Premio Konex - Mención Especial por Trayectoria
- 2017: Doctorado honoris causa de la Universidad Nacional de Cuyo
- 2018: Prix Imaginales - catégorie nouvelle por Kalpa Impérial
- 2018: Premio Fondo Nacional de las Artes[11]